# Jan-Peter Warnke
Jan-Peter Warnke, né le 20 juin 1959 à Dresde, est un homme politique allemand.  Membre de l'Alliance Sahra Wagenknecht - Pour la raison et la justice (BSW), il est élu député européen le 9 juin 2024.

## Biographie
Il étudie à l'université Humboldt de Berlin avant de suivre, de 1984 à 1985, une formation de neurochirurgien à Budapest. Il s'enfuit en République fédérale d'Allemagne en 1987, où il poursuit sa formation. 
Il travaille pendant 18 mois à l'hôpital universitaire de Sheffield, puis à l'hôpital universitaire d'Aix-la-Chapelle et à la clinique Heinrich Braun de Zwickau en tant que chef de service hospitalier.
Quelques années plus tard, il termine son habilitation à la chaire de neurochirurgie de l'université Johannes-Gutenberg de Mayence et devient professeur honoraire de management de la santé (de) à l'université de Zwickau. Il acquiert une reconnaissance mondiale pour ses opérations sur l'arachnoïdite (en) avant de prendre sa retraite en 2023,.
Candidat sur la liste de l'Alliance Sahra Wagenknecht - Pour la raison et la justice (BSW) pour les élections européennes de 2024, il est élu députée européenne le 9 juin 2024.